# Лукаш Ґарґула
Лукаш Ґарґула (пол. Łukasz Garguła, нар. 25 лютого 1981, Жагань, Польща) — польський футболіст, півзахисник.

## Життєпис

### Клубна кар'єра
Виступав за молодіжні команди «Пяст» (Ілова) і СМС (Вроцлав).
Почав професійну кар'єру в клубі «Поляр» з Вроцлава. Влітку 2002 року перейшов в ГКС (Белхатув) за 115 000 євро. У команді що виступала у Другій лізі Польщі дебютував 3 серпня 2002 року в виїзному матчі проти «Свити» з міста Новий-Двір-Мазовецький (2:1). У сезоні 2004—05 разом з командою посів 2 місце у Другій лізі, поступившись «Короні», і вийшов у Екстракласу. У Екстракласі дебютував 26 липня 2005 року в матчі проти «Гурника» з міста Забже (0:0). У сезоні 2007—08 разом з командою посів 2 місце в чемпіонаті Польщі, поступившись любінському «Заглембє» одним очком. У Кубку Екстракласи ГКС (Белхатув) дійшов до фіналу, де поступився «Дискоболу» (0:1), в Суперкубку ГКС (Белхатув) програв «Заглембє» (0:1). 30 серпня 2007 року дебютував у єврокубках у матчі кваліфікації Кубка УЄФА проти дніпропетровського «Дніпра» (2:4).
У січні 2009 року підписав п'ятирічний контракт з краківською «Віслою», але в клуб перейшов лише влітку. Його зарплата у «Віслі» склала 350 тисяч євро на рік, що стало рекордною сумою для польського футболу. У команді дебютував 30 жовтня 2009 в матчі проти «Корони» (2:3), Ґарґула вийшов на 76 хвилині замість Войцеха Лободзинського.
1 липня 2015 уклав однорічний контракт з клубом «Медзь». За легницьку команду відіграв чотири сезони.
У липні 2019 перейшов до клубу «Лехія» (Зелена Гура). Влітку 2021 року завершив кар'єру гравця на професійному рівні але продовжує виступати за аматорські команди, зокрема за один із клубів з Ілови.

### Кар'єра в збірній
Виступав за молодіжну збірну Польщі до 21 року і збірну Польщі В. У національній збірній Польщі дебютував 2 вересня 2006 року в матчі кваліфікації чемпіонату Європи 2008 проти Фінляндії (1:3) Ґарґула вийшов на 74 хвилині замість Томаша Франковського.
У складі збірної Польщі успішно пройшла кваліфікаційний відбір до чемпіонату Європи 2008. На самому Євро Ґарґула не зіграв.